# اعلی ولد محمد فال
اعلی ولد محمد فال (انگلیسی: Ely Ould Mohamed Vall؛ ۱۹۵۳ – ۵ مه ۲۰۱۷) سیاستمدار اهل موریتانی بود. وی از ۳ اوت ۲۰۰۵ تا ۱۹ آوریل ۲۰۰۷ رئیس‌جمهور این کشور بود.
اعلی ولد محمد فال در ۵ مه ۲۰۱۷، در سن ۶۴ سالگی بر اثر سکته قلبی درگذشت.